# Giovanni Reali
Pour les articles homonymes, voir Reali.
Giovanni Battista Reali né en 1681 à Venise et mort en 1751, est un violoniste et compositeur italien.
Giovanni Reali n'a pas laissé beaucoup de traces dans l'histoire de la musique. Violoniste et compositeur, il commence sa carrière musicale à Venise où il publie en 1709 ses Sonates en trio op.1 de haute qualité, constituées de caprices et de sonates pour 2 violons et basse continue, dédiées à Arcangelo Corelli, dont on entend  souvent la sonate La Folia. Peu après il publie à Venise son op.2, 12 sonates de chambre pour violon et basse continue, qui est réédité vers 1712 par Estienne Roger à Amsterdam. En novembre 1711 Reali est mentionné comme violoniste dans le petit théâtre San Fantin à Venise et finalement en 1727 il est nommé maître de chapelle du duc de Guastalla en Émilie-Romagne où se perdent ses traces.